# MIL-STD-188
MIL-STD-188 és una sèrie d'estàndards militars nord-americans relacionats amb les telecomunicacions.

## Propòsit
Davant les "deficiències tècniques del passat en sistemes i equips i programari de telecomunicacions... que es van atribuir a deficiències bàsiques en l'aplicació dels estàndards de telecomunicacions i a la manca d'un... programa ben definit per a la seva revisió, control i implementació", el Departament de Defensa dels EUA. buscava desenvolupar una sèrie d'estàndards que alleugessin el problema.
El 1988, el Departament de Defensa dels Estats Units (DoD) va emetre la Instrucció 4630.8 (reeditat el 1992, 2002, 2004) en què estableix la seva política que "totes les forces per a operacions conjuntes i combinades tinguessin suport mitjançant comandaments, controls,comunicacions, interoperables i compatibles, i integrats". i sistemes d'intel·ligència... [i que tots aquests] sistemes desenvolupats per al seu ús per les forces nord-americanes es consideren per a ús conjunt". Per aconseguir-ho, el director de l'Agència de Sistemes d'Informació de Defensa (DISA) s'encarrega de "desenvolupar estàndards de tecnologia de la informació per aconseguir la interoperabilitat i la compatibilitat... [i garantir que tots] els sistemes i equips s'ajustin als estàndards tècnics i de procediment d'interfície, interoperabilitat i compatibilitat".

## Relació amb altres sistemes de normes
Segons els documents del DoD, "La sèrie MIL-STD-188 pot basar-se en, o fer referència a, l'arquitectura tècnica conjunta, els estàndards de l'American National Standards Institute (ANSI), les recomanacions de la Unió Internacional de Telecomunicacions - Sector de Normalització de Telecomunicacions (ITU-T). Acords d'estandardització de l'Organització del Tractat de l'Atlàntic Nord (OTAN) (STANAG) i altres estàndards quan sigui aplicable".

## Documents
Nota: La llista següent de documents són els que estan actualment actius. Els documents amb números de tres dígits seguits d'una lletra de l'alfabet indiquen que són revisions d'una versió anterior d'aquest document.

### Sèrie MIL-STD-188-100
Segons el DoD, la sèrie MIL-STD-188-100 conté "estàndards tècnics i objectius de disseny que són comuns tant als sistemes de comunicacions tàctiques com a llarg termini".

### Sèrie MIL-STD-188-200
Segons el DoD, la sèrie MIL-STD-188-200 "conté comunicacions tàctiques actuals, estàndards tècnics i objectius de disseny... [aquesta sèrie inclou] objectius de disseny no classificats adequats i estàndards tècnics de sistemes de comunicacions tàctiques... [i] estàndards de sistemes electrònics de comunicacions adequats. i objectius de disseny desenvolupats sota projectes conjunts... [que estan] integrats en els estàndards de comunicacions tàctiques".

### Sèrie MIL-STD-188-300
Segons el DoD, la sèrie MIL-STD-188–300 conté "estàndards de sistemes de comunicacions i objectius de disseny aplicables al camp de les comunicacions de llarg recorregut i punt a punt en suport del Sistema de Comunicacions de Defensa (DCS) i el Comandament Militar Nacional. System (NMCS), i també per proporcionar la interfície necessària amb equips que no són DCS".